# Jean Gast
Jean Gast (1716-1788) fue un historiador y teólogo natural de Dublin, Irlanda.

## Biografía
Jean era hijo de un oficial de Francia refugiado en Irlanda y de una parienta del presidente Montesquieu.
Después de hacer sus estudios en el Trinity College, Jean abrazó el estado eclesiástico y fue cura de  parroquia y al mismo tiempo abrió y mantuvo una escuela.
Jean también fue  vicario de Arklow (1761), arcediano de Grandeloh (1764) y de la parroquia de Newcastle y cura de San Nicolás de Dublin.
Como escritor, destaca por rudimentos de historia de Grecia por la que la universidad de Dublin le otorgó el título de doctor por dicha obra.

## Obra
- Rudiments de l'histoire grecque, en forma de diálogos, 1754, en 8º.
- Histoire de la Grèce,...., 1782, en 4º.
- Llettres de un ministre de l'Eglise d'Irlande à ses paroissiens catholique romains,